# ハイム・メナヘム・ラビン
ハイム・メナヘム・ラビン（Chaim Menachem Rabin, Chayyim Mnachem Rabbin, 1915年 - 1996年）はドイツ・ギーセン出身のイスラエルのセム語学者・ヘブライ語学者。
専門はヘブライ語学の全領域、アラビア語その他にもわたっているが、特に聖書の古代語訳、死海文書、中世各種ヘブライ語写本に詳しく、ヘブライ大学校訂版の聖書の編集を主幹として行った。
イスラエルで刊行されている現代イスラエル・ヘブライ語の語学辞典はハイム・ラビンの指導によるものが多い。また、イスラエル人の翻訳者訓練の創始者でもある。
ヘブライ語アカデミー会員。

## 著作
- "Ancient West Arabian"（古代西アラビア語）, Taylor's Foreign Press, London, 1957
- "The Zadokite Documents"（サドカイ派文書）, Clarendon, Oxford, 1954
- "Qumran Studies", Oxford, 1957